# Dänische Badmintonmeisterschaft
Dänische Meisterschaften im Badminton finden seit der Saison 1930/1931 statt. Die nördlichen Nachbarn Deutschlands können damit eine mehr als 20 Jahre längere Badmintongeschichte vorweisen. Die Mannschaftstitelkämpfe starteten nach dem Zweiten Weltkrieg.

## Die Titelträger
| Saison | Herreneinzel                            | Dameneinzel                             | Herrendoppel                                                             | Damendoppel                                                                 | Mixed                                                                             |
| ------ | --------------------------------------- | --------------------------------------- | ------------------------------------------------------------------------ | --------------------------------------------------------------------------- | --------------------------------------------------------------------------------- |
| 1931   | Kaj Andersen, Københavns BK             | Ruth Frederiksen, Skovshoved IF         | Sejlidt Raaskou, Skovshoved IF Sven Strømann, Skovshoved IF              | Gerda Frederiksen, Skovshoved IF Ruth Frederiksen, Skovshoved IF            | Aksel Hansen, Skovshoved IF Bodil Clausen, Skovshoved IF                          |
| 1932   | Sven Strømann, Skovshoved IF            | Ruth Frederiksen, Skovshoved IF         | Sejlidt Raaskou, Skovshoved IF Sven Strømann, Skovshoved IF              | Gerda Frederiksen, Skovshoved IF Ruth Frederiksen, Skovshoved IF            | Sejlidt Raaskou, Skovshoved IF Gerda Frederiksen, Skovshoved IF                   |
| 1933   | Kaj Andersen, Københavns BK             | Ruth Frederiksen, Skovshoved IF         | Sejlidt Raaskou, Skovshoved IF Sven Strømann, Skovshoved IF              | Gerda Frederiksen, Skovshoved IF Ruth Frederiksen, Skovshoved IF            | Sven Strømann, Skovshoved IF Ruth Frederiksen, Skovshoved IF                      |
| 1934   | Sven Strømann, Skovshoved IF            | Ruth Frederiksen, Skovshoved IF         | Aksel Hansen, Skovshoved IF Sven Strømann, Skovshoved IF                 | Gerda Frederiksen, Skovshoved IF Ruth Frederiksen, Skovshoved IF            | Sven Strømann, Skovshoved IF Ruth Frederiksen, Skovshoved IF                      |
| 1935   | Poul Vagn Nielsen, Gentofte BK          | Ruth Frederiksen, Skovshoved IF         | Aksel Hansen, Skovshoved IF Sven Strømann, Skovshoved IF                 | Gerda Frederiksen, Skovshoved IF Ruth Frederiksen, Skovshoved IF            | Sven Strømann, Skovshoved IF Ruth Frederiksen, Skovshoved IF                      |
| 1936   | Poul Vagn Nielsen, Gentofte BK          | Ruth Frederiksen, Skovshoved IF         | Eric Kirchoff, Gentofte BK Poul Vagn Nielsen, Gentofte BK                | Bodil Strømann, Skovshoved IF Tonny Olsen, Gentofte BK                      | Poul Vagn Nielsen, Gentofte BK Tonny Olsen, Gentofte BK                           |
| 1937   | Eric Kirchoff, Gentofte BK              | Ruth Dalsgaard, Skovshoved IF           | Tage Madsen, Skovshoved IF Carl Frøhlke, Skovshoved IF                   | Gerda Frederiksen, Skovshoved IF Ruth Dalsgaard, Skovshoved IF              | Aksel Hansen, Skovshoved IF Ruth Dalsgaard, Skovshoved IF                         |
| 1938   | Tage Madsen, Skovshoved IF              | Tonny Olsen, Gentofte BK                | Tage Madsen, Skovshoved IF Carl Frøhlke, Skovshoved IF                   | Bodil Rise, Gentofte BK Tonny Olsen, Gentofte BK                            | Tage Madsen, Skovshoved IF Bodil Strømann, Skovshoved IF                          |
| 1939   | Conny Jepsen, Skovshoved IF             | Tonny Olsen, Gentofte BK                | Gunnar Holm, Skovshoved IF Niels Kjems, Skovshoved IF                    | Bodil Rise, Gentofte BK Tonny Olsen, Gentofte BK                            | Tage Madsen, Skovshoved IF Ruth Dalsgaard, Skovshoved IF                          |
| 1940   | Tage Madsen, Skovshoved IF              | Tonny Olsen, Gentofte BK                | Tage Madsen, Skovshoved IF Carl Frøhlke, Skovshoved IF                   | Bodil Duus, Gentofte BK Tonny Olsen, Gentofte BK                            | Tage Madsen, Skovshoved IF Ruth Dalsgaard, Skovshoved IF                          |
| 1941   | Conny Jepsen, Skovshoved IF             | Agnete Friis, Odense BK                 | Tage Madsen, Skovshoved IF Carl Frøhlke, Skovshoved IF                   | Agnete Friis, Odense BK Jytte Thayssen, Skovshoved IF                       | Jan Schmidt, Skovshoved IF Jytte Thayssen, Skovshoved IF                          |
| 1942   | Tage Madsen, Skovshoved IF              | Tonny Olsen, Gentofte BK                | Tage Madsen, Skovshoved IF Carl Frøhlke, Skovshoved IF                   | Ruth Dalsgaard, Skovshoved IF Jytte Thayssen, Skovshoved IF                 | Tage Madsen, Skovshoved IF Ruth Dalsgaard, Skovshoved IF                          |
| 1943   | Tage Madsen, Skovshoved IF              | Tonny Olsen, Gentofte BK                | Jesper Bie, Københavns BK Børge Frederiksen, Skovshoved IF               | Agnete Friis, Odense BK Tonny Olsen, Gentofte BK                            | Jan Schmidt, Skovshoved IF Jytte Thayssen, Skovshoved IF                          |
| 1944   | Tage Madsen, Skovshoved IF              | Agnete Friis, Amager BC                 | Tage Madsen, Skovshoved IF Carl Frøhlke, Skovshoved IF                   | Marie Ussing, Skovshoved IF Jytte Thayssen, Skovshoved IF                   | Jan Schmidt, Skovshoved IF Jytte Thayssen, Skovshoved IF                          |
| 1945   | Tage Madsen, Skovshoved IF              | Tonny Olsen, Gentofte BK                | Tage Madsen, Skovshoved IF Carl Frøhlke, Skovshoved IF                   | Marie Ussing, Skovshoved IF Jytte Thayssen, Skovshoved IF                   | Jan Schmidt, Skovshoved IF Jytte Thayssen, Skovshoved IF                          |
| 1946   | Tage Madsen, Skovshoved IF              | Tonny Olsen, Gentofte BK                | Jørn Skaarup, Nykøbing F. Preben Dabelsteen, Nykøbing F.                 | Agnete Friis, Gentofte BK Tonny Olsen, Gentofte BK                          | Tage Madsen, Skovshoved IF Kirsten Thorndahl, Amager BC                           |
| 1947   | Jørn Skaarup, Nykøbing F.               | Kirsten Thorndahl, Amager BC            | Jørn Skaarup, Nykøbing F. Preben Dabelsteen, Frederiksberg BK            | Agnete Friis, Gentofte BK Tonny Ahm, Gentofte BK                            | Poul Holm, Gentofte BK Aase Schiøtt Jacobsen, Gentofte BK                         |
| 1948   | Jørn Skaarup, Frederiksberg BK          | Tonny Ahm, Gentofte BK                  | Jørn Skaarup, Frederiksberg BK Preben Dabelsteen, Københavns BK          | Agnete Friis, Gentofte BK Tonny Ahm, Gentofte BK                            | Jørn Skaarup, Frederiksberg BK Tonny Ahm, Gentofte BK                             |
| 1949   | Poul Holm, Gentofte BK                  | Tonny Ahm, Gentofte BK                  | Tage Madsen, Skovshoved IF Børge Frederiksen, Skovshoved IF              | Kirsten Thorndahl, Amager BC Aase Svendsen, Københavns BK                   | Tage Madsen, Frederiksberg BK Kirsten Thorndahl, Amager BC                        |
| 1950   | Jørn Skaarup, Københavns BK             | Tonny Ahm, Gentofte BK                  | Ib Olesen, Københavns BK John Nygaard, Amager BC                         | Agnete Friis, Gentofte BK Birgit Rostgaard Frøhne, Gentofte BK              | Poul Holm, Gentofte BK Tonny Ahm, Gentofte BK                                     |
| 1951   | Poul Holm, Gentofte BK                  | Kirsten Thorndahl, Amager BC            | Jørn Skaarup, Københavns BK Preben Dabelsteen, Københavns BK             | Aase Schiøtt Jacobsen, Gentofte BK Tonny Ahm, Gentofte BK                   | Arve Lossmann, Amager BC Kirsten Thorndahl, Amager BC                             |
| 1952   | Poul Holm, Gentofte BK                  | Tonny Ahm, Gentofte BK                  | Poul Holm, Gentofte BK Ole Jensen, Gentofte BK                           | Jytte Kjems, Skovshoved IF Marie Ussing, Skovshoved IF                      | Poul Holm, Gentofte BK Tonny Ahm, Gentofte BK                                     |
| 1953   | Poul Holm, Gentofte BK                  | Aase Schiøtt Jacobsen, Gentofte BK      | Poul Holm, Gentofte BK Ole Jensen, Gentofte BK                           | Agnete Friis, Gentofte BK Birgit Schultz-Pedersen, Gentofte BK              | Jørgen Hammergaard Hansen, Københavns BK Anni Jørgensen, Københavns BK            |
| 1954   | Jørn Skaarup, Københavns BK             | Aase Schiøtt Jacobsen, Gentofte BK      | Poul Holm, Gentofte BK Ole Jensen, Gentofte BK                           | Agnete Friis, Gentofte BK Birgit Schultz-Pedersen, Gentofte BK              | Finn Kobberø, Københavns BK Inge Birgit Anker Hansen, Københavns BK               |
| 1955   | Finn Kobberø, Københavns BK             | Inger Kjærgaard, Odense BK              | Finn Kobberø, Københavns BK Jørgen Hammergaard Hansen, Københavns BK     | Aase Winther, Københavns BK Anni Jørgensen, Københavns BK                   | Poul-Erik Nielsen, Skovshoved IF Kirsten Thorndahl, Amager BC                     |
| 1956   | Palle Granlund, Amager BC               | Tonny Petersen, Amager BC               | Jørn Skaarup, Københavns BK Preben Dabelsteen, Københavns BK             | Aase Winther, Københavns BK Inge Birgit Anker Hansen, Københavns BK         | Jørn Skaarup, Københavns BK Anni Jørgensen, Københavns BK                         |
| 1957   | Finn Kobberø, Københavns BK             | Tonny Ahm, Gentofte BK                  | Finn Kobberø, Københavns BK Jørgen Hammergaard Hansen, Københavns BK     | Kirsten Thorndahl, Amager BC Anni Hammergaard Hansen, Københavns BK         | Finn Kobberø, Københavns BK Lis Hagen Olsen, Københavns BK                        |
| 1958   | Finn Kobberø, Københavns BK             | Hanne Jensen, Københavns BK             | Finn Kobberø, Københavns BK Jørgen Hammergaard Hansen, Københavns BK     | Agnete Friis, Gentofte BK Birte Kristiansen, Gentofte BK                    | Finn Kobberø, Københavns BK Lis Hagen Olsen, Københavns BK                        |
| 1959   | Knud Aage Nielsen, Nykøbing F.          | Inger Kjærgaard, Odense BK              | Finn Kobberø, Københavns BK Bent Albertsen, Københavns BK                | Kirsten Thorndahl, Amager BC Hanne Jensen, Københavns BK                    | Poul-Erik Nielsen, Skovshoved IF Inge Birgit Anker Hansen, Københavns BK          |
| 1960   | Finn Kobberø, Københavns BK             | Tonny Holst-Christensen, Amager BC      | Finn Kobberø, Københavns BK Bent Albertsen, Københavns BK                | Aase Winther, Københavns BK Inge Birgit Anker Hansen, Københavns BK         | Finn Kobberø, Københavns BK Kirsten Thorndahl, Amager BC                          |
| 1961   | Erland Kops, Københavns BK              | Hanne Jensen, Københavns BK             | Erland Kops, Københavns BK Poul-Erik Nielsen, Skovshoved IF              | Kirsten Thorndahl, Amager BC Hanne Jensen, Københavns BK                    | Poul-Erik Nielsen, Skovshoved IF Inge Birgit Anker Hansen, Københavns BK          |
| 1962   | Erland Kops, Københavns BK              | Karin Jørgensen, Københavns BK          | Finn Kobberø, Københavns BK Jørgen Hammergaard Hansen, Københavns BK     | Karin Jørgensen, Københavns BK Ulla Rasmussen, Københavns BK                | Finn Kobberø, Københavns BK Kirsten Thorndahl, Valby BC                           |
| 1963   | Henning Borch, Amager BC                | Ulla Rasmussen, Københavns BK           | Finn Kobberø, Københavns BK Jørgen Hammergaard Hansen, Københavns BK     | Karin Jørgensen, Københavns BK Ulla Rasmussen, Københavns BK                | Finn Kobberø, Københavns BK Anne Flindt, Københavns BK                            |
| 1964   | Erland Kops, Københavns BK              | Pernille Mølgaard Hansen, Gentofte BK   | Finn Kobberø, Københavns BK Jørgen Hammergaard Hansen, Københavns BK     | Karin Jørgensen, Københavns BK Ulla Rasmussen, Københavns BK                | Finn Kobberø, Københavns BK Ulla Rasmussen, Københavns BK                         |
| 1965   | Erland Kops, Københavns BK              | Ulla Rasmussen, Københavns BK           | Erland Kops, Københavns BK Carsten Morild, Triton Aalborg                | Karin Jørgensen, Københavns BK Ulla Rasmussen, Københavns BK                | Finn Kobberø, Københavns BK Ulla Rasmussen, Københavns BK                         |
| 1966   | Svend Pri, Amager BC                    | Lizbeth von Barnekow, Charlottenlund BK | Finn Kobberø, Københavns BK Jørgen Hammergaard Hansen, Københavns BK     | Karin Jørgensen, Københavns BK Ulla Strand, Københavns BK                   | Finn Kobberø, Københavns BK Ulla Strand, Københavns BK                            |
| 1967   | Erland Kops, Københavns BK              | Lonny Funch, Skovshoved IF              | Henning Borch, Amager BC Jørgen Mortensen, Amager BC                     | Marianne Svensson, Københavns BK Ulla Strand, Københavns BK                 | Per Walsøe, Gentofte BK Pernille Mølgaard Hansen, Gentofte BK                     |
| 1968   | Svend Pri, Amager BC                    | Ulla Strand, Københavns BK              | Erland Kops, Københavns BK Henning Borch, Amager BC                      | Anne Flindt, Gentofte BK Bente Flindt Sørensen, Gentofte BK                 | Svend Pri, Amager BC Ulla Strand, Københavns BK                                   |
| 1969   | Svend Pri, Amager BC                    | Imre Rietveld Nielsen, Skovshoved IF    | Erland Kops, Københavns BK Henning Borch, Amager BC                      | Karin Jørgensen, Københavns BK Lizbeth von Barnekow, Charlottenlund BK      | Per Walsøe, Gentofte BK Pernille Mølgaard Hansen, Gentofte BK                     |
| 1970   | Svend Pri, Amager BC                    | Imre Rietveld Nielsen, Nykøbing F.      | Svend Pri, Amager BC Per Walsøe, Gentofte BK                             | Karin Jørgensen, Københavns BK Ulla Strand, Københavns BK                   | Per Walsøe, Gentofte BK Pernille Mølgaard Hansen, Gentofte BK                     |
| 1971   | Jørgen Mortensen, Amager BC             | Lizbeth von Barnekow, Charlottenlund BK | Svend Pri, Amager BC Per Walsøe, Gentofte BK                             | Karin Jørgensen, Københavns BK Ulla Strand, Københavns BK                   | Svend Pri, Amager BC Ulla Strand, Københavns BK                                   |
| 1972   | Svend Pri, Amager BC                    | Lene Køppen, Valby BC                   | Poul Petersen, Østerbro BK Per Walsøe, Gentofte BK                       | Pernille Kaagaard Anne Flindt, Gentofte BK                                  | Svend Pri, Amager BC Ulla Strand, Københavns BK                                   |
| 1973   | Svend Pri, Amager BC                    | Lene Køppen, Valby BC                   | Svend Pri, Amager BC Poul Petersen, Østerbro BK                          | Ulla Strand, Københavns BK Lene Køppen, Valby BC                            | Svend Pri, Amager BC Ulla Strand, Københavns BK                                   |
| 1974   | Svend Pri, Søllerød-Nærum IK            | Lene Køppen, Valby BC                   | Svend Pri, Søllerød-Nærum IK Poul Petersen, Østerbro BK                  | Pernille Kaagaard, Gentofte BK Ulla Strand, Københavns BK                   | Elo Hansen, Københavns BK Ulla Strand, Københavns BK                              |
| 1975   | Svend Pri, Søllerød-Nærum IK            | Lene Køppen, Gentofte BK                | Elo Hansen, Københavns BK Flemming Delfs, Københavns BK                  | Lene Køppen, Gentofte BK Inge Borgstrøm, Ringsted                           | Steen Skovgaard, Gentofte BK Pernille Kaagaard, Gentofte BK                       |
| 1976   | Flemming Delfs, Værløse                 | Lene Køppen, Gentofte BK                | Elo Hansen, Hvidovre BC Flemming Delfs, Værløse                          | Lene Køppen, Gentofte BK Inge Borgstrøm, Ringsted                           | Steen Skovgaard, Gentofte BK Pernille Kaagaard, Gentofte BK                       |
| 1977   | Flemming Delfs, Værløse                 | Lene Køppen, Gentofte BK                | Steen Skovgaard, Gentofte BK Svend Pri, Søllerød-Nærum IK                | Lene Køppen, Gentofte BK Lonny Bostofte, Nykøbing F.                        | Steen Skovgaard, Gentofte BK Lene Køppen, Gentofte BK                             |
| 1978   | Morten Frost, Gentofte BK               | Lene Køppen, Gentofte BK                | Steen Skovgaard, Gentofte BK Flemming Delfs, Værløse                     | Pia Nielsen, Køge BK Inge Borgstrøm, Køge BK                                | Steen Skovgaard, Gentofte BK Lene Køppen, Gentofte BK                             |
| 1979   | Morten Frost, Gentofte BK               | Lene Køppen, Gentofte BK                | Mogens Neergaard, Triton Aalborg Kenneth Larsen, Triton Aalborg          | Lene Køppen, Gentofte BK Susanne Berg, Gentofte BK                          | Steen Skovgaard, Gentofte BK Lene Køppen, Gentofte BK                             |
| 1980   | Morten Frost, Gentofte BK               | Lene Køppen, Gentofte BK                | Steen Fladberg, Køge BK Morten Frost, Gentofte BK                        | Lene Køppen, Gentofte BK Anne Skovgaard, Gentofte BK                        | Steen Skovgaard, Gentofte BK Lene Køppen, Gentofte BK                             |
| 1981   | Flemming Delfs, Greve Strands BK        | Lene Køppen, Gentofte BK                | Steen Skovgaard, Gentofte BK Flemming Delfs, Greve Strands BK            | Lene Køppen, Gentofte BK Anne Skovgaard, Gentofte BK                        | Steen Skovgaard, Gentofte BK Anne Skovgaard, Gentofte BK                          |
| 1982   | Morten Frost, Gentofte BK               | Lene Køppen, Gentofte BK                | Steen Fladberg, Køge BK Morten Frost, Gentofte BK                        | Lene Køppen, Gentofte BK Anne Skovgaard, Gentofte BK                        | Steen Skovgaard, Gentofte BK Anne Skovgaard, Gentofte BK                          |
| 1983   | Morten Frost, Gentofte BK               | Lene Køppen, Gentofte BK                | Steen Skovgaard, Gentofte BK Jens Peter Nierhoff, Gentofte BK            | Nettie Nielsen, Hvidovre BC Dorte Kjær, Greve Strands BK                    | Steen Skovgaard, Gentofte BK Anne Skovgaard, Gentofte BK                          |
| 1984   | Morten Frost, Gentofte BK               | Kirsten Larsen, Gentofte BK             | Jens Peter Nierhoff, Gentofte BK Morten Frost, Gentofte BK               | Hanne Adsbøl, Lyngby BK Kirsten Larsen, Gentofte BK                         | Morten Frost, Gentofte BK Ulla-Britt Frost, Gentofte BK                           |
| 1985   | Torben Carlsen, Triton Aalborg          | Lisbet Stuer-Lauridsen, Gentofte BK     | Michael Kjeldsen, Gentofte BK Mark Christiansen, Triton Aalborg          | Nettie Nielsen, Hvidovre BC Dorte Kjær, Greve Strands BK                    | Steen Fladberg, Køge BK Gitte Paulsen, Triton Aalborg                             |
| 1986   | Ib Frederiksen, Gentofte BK             | Kirsten Larsen, Gentofte BK             | Michael Kjeldsen, Gentofte BK Mark Christiansen, Triton Aalborg          | Nettie Nielsen, Hvidovre BC Dorte Kjær, Greve Strands BK                    | Steen Fladberg, Køge BK Gitte Paulsen, Triton Aalborg                             |
| 1987   | Morten Frost, Gentofte BK               | Kirsten Larsen, Gentofte BK             | Jan Paulsen, Triton Aalborg Steen Fladberg, Køge BK                      | Nettie Nielsen, Hvidovre BC Dorte Kjær, Greve Strands BK                    | Steen Fladberg, Køge BK Gitte Paulsen, Triton Aalborg                             |
| 1988   | Michael Kjeldsen, Triton Aalborg        | Kirsten Larsen, Køge BK                 | Michael Kjeldsen, Triton Aalborg Jens Peter Nierhoff, Hvidovre BC        | Dorte Kjær, Greve Strands BK Nettie Nielsen, Hvidovre BC                    | Mark Christiansen, Triton Aalborg Marian Christiansen, Triton Aalborg             |
| 1989   | Poul-Erik Høyer Larsen, Gentofte BK     | Kirsten Larsen, Køge BK                 | Michael Kjeldsen, Skovshoved IF Mark Christiansen, Triton Aalborg        | Anne Mette Bille, Skovshoved IF Lotte Olsen, Kastrup-Magleby BK             | Henrik Svarrer, Hvidovre BC Dorte Kjær, Greve Strands BK                          |
| 1990   | Morten Frost, Nykøbing S                | Charlotte Hattens, Gentofte BK          | Jens Peter Nierhoff, Hvidovre BC Jon Holst-Christensen, Lillerød         | Nettie Nielsen, Hvidovre BC Dorte Kjær, Greve Strands BK                    | Thomas Lund, Kastrup-Magleby BK Pernille Dupont, Gentofte BK                      |
| 1991   | Morten Frost, Nykøbing S                | Camilla Martin, Højbjerg BK             | Jon Holst-Christensen, Lillerød Thomas Lund, Kastrup-Magleby BK          | Dorte Kjær, Greve Strands BK Lotte Olsen, Kastrup-Magleby BK                | Jon Holst-Christensen, Lillerød Grete Mogensen, Herning BK                        |
| 1992   | Thomas Stuer-Lauridsen, Gentofte BK     | Camilla Martin, Højbjerg BK             | Jon Holst-Christensen, Lillerød Thomas Lund, Kastrup-Magleby BK          | Pernille Dupont, Gentofte BK Grete Mogensen, Herning                        | Thomas Lund, Kastrup-Magleby BK Pernille Dupont, Gentofte BK                      |
| 1993   | Thomas Stuer-Lauridsen, Gentofte BK     | Camilla Martin, Højbjerg BK             | Jon Holst-Christensen, Lillerød Thomas Lund, Kastrup-Magleby BK          | Grete Mogensen, Herning Lisbet Stuer-Lauridsen, Lillerød                    | Thomas Lund, Kastrup-Magleby BK Marlene Thomsen, Skovshoved IF                    |
| 1994   | Thomas Stuer-Lauridsen, Gentofte BK     | Camilla Martin, Højbjerg BK             | Jon Holst-Christensen, Lillerød Michael Søgaard, Kastrup-Magleby BK      | Lisbet Stuer-Lauridsen, Lillerød Lotte Olsen, Kastrup-Magleby BK            | Jon Holst-Christensen, Lillerød Rikke Olsen, Kastrup-Magleby BK                   |
| 1995   | Poul-Erik Høyer Larsen, Lillerød        | Camilla Martin, Højbjerg BK             | Jon Holst-Christensen, Lillerød Thomas Lund, Kastrup-Magleby BK          | Helene Kirkegaard, Lillerød Rikke Olsen, Kastrup-Magleby BK                 | Jon Holst-Christensen, Lillerød Rikke Olsen, Kastrup-Magleby BK                   |
| 1996   | Poul-Erik Høyer Larsen, Lillerød        | Camilla Martin, Højbjerg BK             | Jon Holst-Christensen, Lillerød Thomas Lund, Kastrup-Magleby BK          | Lisbet Stuer-Lauridsen, Gentofte BK Marlene Thomsen, Skovshoved IF          | Thomas Stavngaard, Lillerød Ann Jørgensen, Lillerød                               |
| 1997   | Peter Rasmussen, Hillerød               | Camilla Martin, Gentofte BK             | Jon Holst-Christensen, Lillerød Michael Søgaard, Kastrup-Magleby BK      | Lisbet Stuer-Lauridsen, Gentofte BK Marlene Thomsen, Skovshoved IF          | Thomas Stavngaard, Lillerød Ann Jørgensen, Lillerød                               |
| 1998   | Poul-Erik Høyer Larsen, Lillerød        | Camilla Martin, Gentofte BK             | Jon Holst-Christensen, Lillerød Michael Søgaard, Kastrup-Magleby BK      | Rikke Olsen, Kastrup-Magleby BK Marlene Thomsen, Skovshoved IF              | Michael Søgaard, Kastrup-Magleby BK Rikke Olsen, Kastrup-Magleby BK               |
| 1999   | Peter Rasmussen, Hillerød               | Camilla Martin, Gentofte BK             | Jens Eriksen, Hvidovre BC Jesper Larsen, Hvidovre BC                     | Mette Schjoldager, Hvidovre BC Ann-Lou Jørgensen, Kastrup-Magleby BK        | Michael Søgaard, Kastrup-Magleby BK Rikke Olsen, Kastrup-Magleby BK               |
| 2000   | Peter Gade, Gentofte BK                 | Camilla Martin, Gentofte BK             | Jim Laugesen, Gentofte BK Michael Søgaard, Kastrup-Magleby BK            | Helene Kirkegaard, Lillerød Rikke Olsen, Kastrup-Magleby BK                 | Michael Søgaard, Kastrup-Magleby BK Rikke Olsen, Kastrup-Magleby BK               |
| 2001   | Peter Gade, Gentofte BK                 | Camilla Martin, Gentofte BK             | Jens Eriksen, Hvidovre BC Jesper Larsen, Hvidovre BC                     | Helene Kirkegaard, Lillerød Rikke Olsen, Kastrup-Magleby BK                 | Michael Søgaard, Kastrup-Magleby BK Rikke Olsen, Kastrup-Magleby BK               |
| 2002   | Peter Gade, Gentofte BK                 | Camilla Martin, Gentofte BK             | Jens Eriksen, Hvidovre BC Martin Lundgaard, Værløse                      | Jane F. Bramsen, Kastrup-Magleby BK Ann-Lou Jørgensen, Kastrup-Magleby BK   | Michael Søgaard, Kastrup-Magleby BK Rikke Olsen, Kastrup-Magleby BK               |
| 2003   | Peter Gade, Gentofte BK                 | Camilla Martin, Værløse                 | Jim Laugesen, Gentofte BK Michael Søgaard, Kastrup-Magleby BK            | Rikke Olsen, Kastrup-Magleby BK Ann-Lou Jørgensen, Kastrup-Magleby BK       | Jens Eriksen, Hvidovre BC Mette Schjoldager, Hvidovre BC                          |
| 2004   | Kenneth Jonassen, Greve Strands BK      | Tine Rasmussen, Kastrup-Magleby BK      | Lars Paaske, Københavns BK Jonas Rasmussen, Kastrup-Magleby BK           | Rikke Olsen, Kastrup-Magleby BK Ann-Lou Jørgensen, Kastrup-Magleby BK       | Jens Eriksen, Hvidovre BC Mette Schjoldager, Hvidovre BC                          |
| 2005   | Peter Gade, Gentofte BK                 | Tine Rasmussen, Kastrup-Magleby BK      | Jens Eriksen, Hvidovre BC Martin Lundgaard, Værløse                      | Rikke Olsen, Kastrup-Magleby BK Mette Schjoldager, Hvidovre BC              | Thomas Laybourn, Værløse Kamilla Rytter Juhl, Værløse                             |
| 2006   | Peter Gade, Højbjerg BK                 | Tine Rasmussen, Kastrup-Magleby BK      | Jens Eriksen, Hvidovre BC Martin Lundgaard, Værløse                      | Britta Andersen, Hvidovre BC Mette Schjoldager, Hvidovre BC                 | Jens Eriksen, Hvidovre BC Mette Schjoldager, Hvidovre BC                          |
| 2007   | Peter Gade, Højbjerg BK                 | Tine Rasmussen, Kastrup-Magleby BK      | Lars Paaske, Greve Strands BK Jonas Rasmussen, Kastrup-Magleby BK        | Christinna Pedersen, Frederikshavn Mie Schjøtt-Kristensen, Hillerød         | Jens Eriksen, Hvidovre BC Helle Nielsen, Kastrup-Magleby BK                       |
| 2008   | Kenneth Jonassen, Greve Strands BK      | Tine Rasmussen, Værløse                 | Carsten Mogensen, Kastrup-Magleby BK Mathias Boe, Team Skælskør-Slagelse | Mette van Dalm, Frederikshavn Helene Kirkegaard, Team Skælskør-Slagelse     | Joachim Fischer, Kastrup-Magleby BK Ann-Lou Jørgensen, Kastrup-Magleby BK         |
| 2009   | Peter Gade, Højbjerg BK                 | Tine Rasmussen, Værløse                 | Carsten Mogensen, Kastrup-Magleby BK Mathias Boe, Team Skælskør-Slagelse | Kamilla Rytter Juhl, Værløse Lena Frier Kristiansen, Værløse                | Thomas Laybourn, Værløse Kamilla Rytter Juhl, Værløse                             |
| 2010   | Peter Høeg Gade, Team Skælskør-Slagelse | Tine Rasmussen, Værløse                 | Carsten Mogensen, Greve Strands BK Mathias Boe, Team Skælskør-Slagelse   | Marie Røpke, Gentofte BK Helle Nielsen, Kastrup-Magleby BK                  | Mikkel Delbo Larsen, Gentofte BK Mette Schjoldager, Skovshoved IF                 |
| 2011   | Peter Høeg Gade, Team Skælskør-Slagelse | Tine Baun, Værløse                      | Mads Conrad-Petersen, Aarhus AB Jonas Rasmussen, Frederikshavn           | Marie Røpke, Gentofte BK Line Kruse, Viby J.                                | Mads Pieler Kolding, Skovshoved IF Maria Helsbøl, Værløse                         |
| 2012   | Jan Ø. Jørgensen, Skovshoved IF         | Tine Baun, Værløse                      | Mads Conrad-Petersen, Aarhus AB Jonas Rasmussen, Frederikshavn           | Marie Røpke, Gentofte BK Line Kruse, Viby J.                                | Anders Skaarup Rasmussen, Højbjerg BK Sara Thygesen, Odense BK                    |
| 2013   | Jan Ø. Jørgensen, Skovshoved IF         | Tine Baun, Værløse                      | Rasmus Bonde, Aarhus AB Mads Conrad-Petersen, Skovshoved IF              | Kamilla Rytter Juhl, Greve Strands BK Christinna Pedersen, Greve Strands BK | Rasmus Bonde, Aarhus AB Christinna Pedersen, Greve Strands BK                     |
| 2014   | Viktor Axelsen, Odense BK               | Mia Blichfeldt, Solrød Strand           | Mads Conrad-Petersen, Skovshoved IF Mads Pieler Kolding, Skovshoved IF   | Line Kruse, Gentofte BK Marie Røpke, Gentofte BK                            | Mads Conrad-Petersen, Skovshoved IF Julie Houmann, Skovshoved IF                  |
| 2015   | Jan Ø. Jørgensen, Skovshoved IF         | Line Kjærsfeldt, Værløse                | Mathias Boe, Odense BK Carsten Mogensen, Skovshoved IF                   | Kamilla Rytter Juhl, Greve Strands BK Christinna Pedersen, Greve Strands BK | Mads Pieler Kolding, Team Skælskør-Slagelse Kamilla Rytter Juhl, Greve Strands BK |
| 2016   | Rasmus Fladberg, Solrød Strand          | Line Kjærsfeldt, Værløse                | Mathias Boe, Odense BK Carsten Mogensen, Skovshoved IF                   | Christinna Pedersen, Skovshoved IF Kamilla Rytter Juhl, Skovshoved IF       | Joachim Fischer Nielsen, Skovshoved IF Christinna Pedersen, Skovshoved IF         |
| 2017   | Anders Antonsen, Aarhus AB              | Mette Poulsen, Team Skælskør-Slagelse   | Rasmus Fladberg, Solrød Strand Frederik Colberg, Gentofte BK             | Sara Thygesen, Odense BK Maiken Fruergaard, Odense BK                       | Mathias Christiansen, Greve Strands BK Sara Thygesen, Odense BK                   |
| 2018   | Anders Antonsen, Aarhus AB              | Mette Poulsen, Skovshoved IF            | Anders Skaarup Rasmussen, Højbjerg BK Kim Astrup, Team Skælskør-Slagelse | Sara Thygesen, Skovshoved IF Maiken Fruergaard, Solrød Strand               | Niclas Nøhr, Solrød Strand Sara Thygesen, Skovshoved IF                           |
| 2019   | Anders Antonsen, Aarhus AB              | Line Kjærsfeldt, Team Skælskør-Slagelse | Mathias Bay-Smidt, Højbjerg BK Lasse Mølhede, Solrød Strand              | Julie Finne-Ipsen, Værløse Claudia Paredes, Skovshoved IF                   | Mathias Bay-Smidt, Højbjerg BK Rikke S. Hansen, Greve Strands BK                  |
| 2020   | Viktor Axelsen, Skovshoved IF           | Line Christophersen, Gentofte BK        | Kim Astrup, Team Skælskør-Slagelse Anders Skaarup Rasmussen, Højbjerg BK | Sara Thygesen, Odense BK Maiken Fruergaard, Solrød Strand                   | Niclas Nøhr, Greve Strands BK Sara Thygesen, Odense BK                            |
| 2021   | Victor Svendsen, Vendsyssel             | Line Christophersen, Gentofte BK        | Anders Skaarup Rasmussen, Højbjerg BK Kim Astrup, ViaBiler               | Sara Thygesen, Odense BK Maiken Fruergaard, Solrød Strand                   | Niclas Nøhr, Vendsyssel Amalie Magelund, Team Skælskør-Slagelse                   |
| 2022   | Anders Antonsen, Aarhus AB              | Line Christophersen, Gentofte BK        | Anders Skaarup Rasmussen, Højbjerg BK Kim Astrup, ViaBiler               | Amalie Magelund, Team Skælskør-Slagelse Freja Ravn, Team Skælskør-Slagelse  | Mathias Thyrri, Værløse Amalie Magelund, Team Skælskør-Slagelse                   |
| 2023   | Hans-Kristian Vittinghus                | Line Christophersen                     | Rasmus Kjær Frederik Søgaard                                             | Maiken Fruergaard Sara Thygesen                                             | Mathias Christiansen Sara Thygesen                                                |
| 2024   | Rasmus Gemke                            | Line Christophersen                     | Andreas Søndergaard Jesper Toft                                          | Maiken Fruergaard Sara Thygesen                                             | Jesper Toft Clara Graversen                                                       |
| 2025   | Rasmus Gemke, Skovshoved IF             | Line Christophersen, Skovshoved IF      | Rasmus Kjær, Gentofte BK Frederik Søgaard, Solrød Strand                 | Maiken Fruergaard, Odense BK Natasja P. Anthonisen, Team Skælskør-Slagelse  | Jesper Toft, Højbjerg BK Amalie Magelund, Højbjerg BK                             |